# Marianna Vardinoyannis

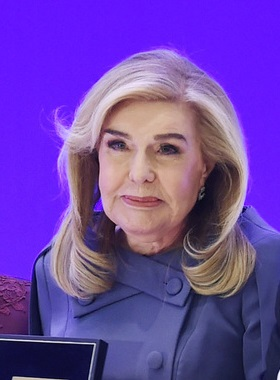
Marianna Vardinoyannis nel 2018

Marianna Vardinoyannis (Μαριάννα Βαρδινογιάννη), nata Mpournaki, Μπουρνάκη in greco) (Atene, 2 giugno 1937 – Atene, 24 luglio 2023) è stata una filantropa e socialite greca.

## Biografia
Marianna Vardinoyannis nacque ad Atene o, secondo altre fonti, a Ermioni.

### Attività mondane
Marianna Vardinoyannis divenne nota negli ambienti del "jet set" internazionale soprattutto per la sua amicizia con membri della famiglia Kennedy e per i ricevimenti mondani che organizzava nella sua villa di Ekali, lussuoso quartiere di Atene.

### Attività filantropiche
Marianna Vardinoyannis fu presidente della  "Fondazione per il bambino e la famiglia" e del comitato "ELPIDA", due istituzioni che si propongono di combattere gli abusi contro i bambini e la violazione dei loro diritti. ELPIDA (Tradotto in italiano: Speranza), in particolare, fu attiva nell'aiutare i bambini malati di cancro fin dal 1992, anno della sua fondazione. A questo scopo furono da lei fornite agli ospedali di Atene le più moderne attrezzature a spese del comitato e contribuì alla realizzazione di un nuovo centro pediatrico-oncologico nella capitale greca.
Il 21 ottobre 1999 Marianna Vardinoyannis fu nominata dall'UNESCO ambasciatore di buona volontà.

## Vita privata
Era moglie dell'armatore Vardis Vardinoyannis.

## Onorificenze
- Cavaliere della Legion d'onore (titolo conferitole nel 2006 dalla Repubblica Francese)